# 시즈 (앵주)
시즈 (Cize)는 프랑스 오베르뉴론알프 앵주의 코뮌이다.

## 지리
부르캉브레스 아롱디스망, 생테티엔뒤부아 캉통에 속해 있으며, 부르캉브레스 복합공동체의 일원이다.
앵강의 우안을 차지하는 르베르몽 (Revermont) 지대에 위치해 있다. 강변의 깊은 협곡이 주된 지형을 이루며, 시즈-볼로종 댐과 철도, 도로가 지나가는 고가교가 설치되어 있다.

## 명소
이 지역을 지나가는 철도 노선인 오트뷔제 선의 시즈-볼로종 고가교가 주요 볼거리다. 제2차 세계 대전 중에 파괴되었다가 6년 후에 재건되었다. 11개 아치로 된 복층 구조로 되어 있다.
다만 이름 내에는 지역명이 붙여져 있는 것과는 달리 실제로는 볼로종과 코베시아 코뮌 내에 위치해 있다.

## 인구
| 연도        | 인구 | ±% p.a. |
| ----------- | ---- | ------- |
| 1968        | 126  | —       |
| 1975        | 128  | +0.23%  |
| 1982        | 108  | −2.40%  |
| 1990        | 112  | +0.46%  |
| 1999        | 127  | +1.41%  |
| 2007        | 150  | +2.10%  |
| 2012        | 173  | +2.89%  |
| 2017        | 173  | +0.00%  |
| 출처: INSEE |      |         |

## 같이 보기
- 앵주의 코뮌 목록